# Subnautica
Subnautica è un videogioco di sopravvivenza open world del 2018 sviluppato e pubblicato da Unknown Worlds Entertainment. Nel gioco il protagonista deve tentare di  sopravvivere su 4546B, un pianeta oceanico, sfruttandone le risorse naturali e affrontandone le creature indigene mentre cerca di trovare una cura per un batterio altamente letale, esplorando il pianeta e scoprendo i misteri legati ad esso.
Il gioco è stato inizialmente reso disponibile sulla piattaforma Steam in accesso anticipato per Microsoft Windows e macOS il 16 dicembre 2014 e per Xbox One il 17 maggio 2016. Subnautica è stato in seguito pubblicato il 23 gennaio 2018 per Microsoft Windows e macOS, il 4 dicembre per Xbox One e PlayStation 4, e il 14 maggio 2021 per Nintendo Switch, PlayStation 5 e Xbox Series X/S.

## Trama

### Ambientazione
Subnautica è ambientato nel XXII secolo, quando l'umanità inizia a colonizzare altri pianeti della galassia, su un pianeta oceanico chiamato 4546B. L'area di gioco è suddivisa in biomi, ciascuno con la propria flora, fauna e materie prime. È delimitata da un'enorme fossa oceanica abitata solo da Leviatani che si estende fino ai 3000 metri di profondità. La mappa è disseminata di frammenti dell'Aurora e della Degasi: nei vari relitti presenti nella mappa si possono trovare e scansionare parti di strumenti, unità abitative o veicoli per ottenere i loro progetti. L'analisi si può anche estendere alla flora e la fauna del luogo per ottenere informazioni sui loro utilizzi e comportamenti. Una giornata dura circa 30 minuti, con il ciclo notte/giorno di 15 minuti ciascuno. Il satellite principale del pianeta può comunque causare brevi eclissi parziali o complete.
Sotto la superficie sono presenti vari sistemi ramificati di grotte, accessibili attraverso passaggi posti nei vari biomi:
- Le jellyshroom caves sono un sistema di caverne relativamente poco profondo, caratterizzate da un ecosistema chiuso. Qui si trovano una base ed alcuni avamposti dei sopravvissuti della Degasi.
- La lost river è il più grande complesso di caverne del gioco. È caratterizzato dalla presenza di un corso di liquido salmastro ed acido. In questo bioma si trovano resti di creature enormi ormai estinte.
- La lava zone è l'ultima zona della mappa visitabile, nonché la più profonda e pericolosa, accessibile solo dalla Lost River. È caratterizzata da temperature elevate date dalla presenza di enormi laghi di lava. Nella parte più profonda si trova la struttura di contenimento primaria.

Nell'area di gioco sono presenti solo due isole, entrambe strettamente legate alla trama: la prima è un'enorme isola un tempo sommersa interamente ricoperta di vegetazione, staccatasi dal fondale ed emersa in superficie a causa di enormi galleggianti posti sotto di essa; qui si trovano alcune basi costruite dai sopravvissuti della Degasi. La seconda è una piccola isola montuosa dove è situata la piattaforma di attuazione della quarantena.

La piattaforma di attuazione della quarantena

Vi sono un totale di otto strutture visitabili create dai precursori, più vari archi di teletrasporto sparsi per l'area di gioco. Delle otto strutture, solo quattro sono da visitare al fine di completare la trama:
- La piattaforma di attuazione della quarantena (quarantine enforcement platform) è l'unica delle basi posta in superficie. Si tratta di un enorme cannone ad energia in grado di curvare il raggio lungo la superficie del pianeta: è programmato per abbattere tutti coloro che provano ad atterrare o ad andarsene dal pianeta. L'obiettivo del gioco è disattivarla per poter fuggire, ma può essere spenta solo da individui sani.
- La struttura di ricerca sulle malattie (desease research facility) è situata in una caverna della lost river. È un laboratorio sottomarino in cui i Precursori svolgevano ricerche sul batterio Kharaa; tuttavia un leviatano, al fine di recuperare le sue uova, ha causato la distruzione del laboratorio ed il suo inabissamento, con la conseguente fuoriuscita e diffusione del batterio.
- La centrale termica (alien thermal plant) è situata nella lava zone. È una centrale che fornisce energia alle altre basi.
- La struttura di contenimento primaria (primary containment facility) è l'ultima base visitabile del gioco, nonché quella situata più in profondità. Qui è rinchiuso l'Imperatore del Mare assieme alle sue uova.

#### Flora e fauna
In Subnautica è possibile trovare vari tipi di piante e funghi, più o meno utili per il progredire dell'avventura. Ogni bioma, incluse le isole, possiede la propria flora caratteristica. In modalità sopravvivenza alcune di queste piante sono commestibili; è anche possibile raccogliere campioni di flora e coltivarli.
La fauna di Subnautica si suddivide in "erbivori", "carnivori", "parassiti" e "leviatani". Mentre le varie specie appartenenti alle prime tre categorie sono presenti in quasi tutte le zone del gioco, con specie variabili a seconda del bioma, i leviatani si trovano in biomi specifici. Casi particolari sono i Warper e l'Imperatore del Mare:
- I Warper sono creature artificiali progettate e costruite dai precursori come parte del sistema di quarantena. Essi non hanno bisogno di nutrirsi, sebbene vengano classificati come carnivori, e attaccano solamente le creature infette. Quando il giocatore riesce a completare la cura, essi smettono di attaccarlo. Sono in grado di teletrasportarsi e teletrasportare il giocatore e altre creature.
- L'Imperatore del Mare è un esemplare di classe leviatano. È l'unica creatura in grado di comunicare col giocatore telepaticamente. L'unico esemplare adulto si trova nella struttura di contenimento primaria assieme a cinque uova. I cuccioli, una volta liberati dalla prigionia, si disperdono per il pianeta, dove è possibile ritrovarli notevolmente cresciuti. L'esemplare adulto è al termine della sua vita, e muore quando il giocatore fugge dal pianeta, lasciando un ultimo messaggio d'addio.

### Storia
La nave Aurora della potentissima Alterra Corporation viene inviata ai confini dello spazio federale con una doppia missione: la costruzione di un Phasegate (un portale iperspaziale che congiungerà ogni angolo della Via Lattea) e il ritrovamento della Degasi (un'astronave su cui viaggiavano importanti autorità terrestri legate al suddetto progetto Phasegate). Avvicinandosi al pianeta oceanico 4546B, l'Aurora è colpita da un impulso d'energia sconosciuto ed è costretta ad ammarare. I tentativi di mandare un SOS sfociano finalmente nell'arrivo di una nave commerciale di passaggio: la Sunbeam. Tentando di recuperare il protagonista, la nave scende verso la superficie ma viene abbattuta da un cannone energetico di una postazione di difesa.
Tentando di disattivare la postazione si scopre la presenza di un batterio altamente infettivo e letale chiamato Kharaa, che nel frattempo ha infettato anche il protagonista. Proseguendo l'avventura il protagonista viene contattato telepaticamente da una misteriosa creatura che lo guida verso di lei, e si scopre a mano a mano la storia del pianeta: in origine era abitato dai Precursori, una razza aliena tecnologicamente avanzata; sul pianeta questi avevano costruito alcune strutture per studiare il batterio e trovarne la cura, ma un incidente avvenuto mille anni prima ha causato la fuoriuscita del Kharaa dai laboratori e la conseguente diffusione. Subito venne attuata la procedura di quarantena, e chiunque tenti di avvicinarsi o allontanarsi dal pianeta viene abbattuto dalla piattaforma, che può essere disattivata solo da individui sani. Viene rivelato anche che la cura è un enzima particolare, l'"enzima 42", che è prodotto dai cuccioli di Imperatore del Mare, una creatura prossima all'estinzione: l'unico esemplare vivente e le sue uova sono rinchiusi in una delle basi dei Precursori. Questi ultimi non avevano rispettato le condizioni di schiusa necessarie, non riuscendo così ad ottenere l'enzima. Si scopre poi che l'equipaggio della Degasi è ormai defunto, ucciso dai predatori o dalla malattia. 
Trovata la base e l'Imperatore, viene rivelato che questo ha sempre saputo cosa stessero cercando i Precursori, ma non essendo in grado di comunicare con loro non è riuscito a spiegare il giusto procedimento di schiusa, come invece ha fatto con il protagonista. Dopo aver fatto schiudere le uova, i piccoli rilasciano l'enzima e il protagonista può finalmente curarsi mentre l'Imperatore, liberati i cuccioli dalla base, muore. Ormai guarito il protagonista disattiva il cannone e, grazie a dei progetti di un razzo ottenuti durante l'avventura, il Neptune, abbandona finalmente il pianeta.

## Modalità di gioco
Lo scopo di Subnautica è quello di sopravvivere su di un pianeta ricoperto interamente dalle acque, recuperando materiali dai fondali ed evitando di soccombere agli attacchi dei predatori. È possibile esplorare l'intero mondo con i mezzi di trasporto che il giocatore può costruirsi grazie ai sopramenzionati materiali, prestando attenzione alla fauna aggressiva del pianeta e in particolar modo ai leviatani, enormi creature acquatiche particolarmente feroci ed aggressive. Vi sono in tutto quattro modalità di gioco:
- Sopravvivenza: il giocatore deve sopravvivere prestando attenzione alla salute, alla fame, alla sete e al livello di ossigeno durante le immersioni. In caso di morte ci si risveglia nell'ultima base visitata, perdendo parte degli oggetti posseduti.
- Libera: come la modalità sopravvivenza, solo senza la fame e la sete.
- Hardcore: come la modalità sopravvivenza, ma con una singola vita e nessun avvertimento riguardo al basso livello di ossigeno durante le immersioni.
- Creativa: in questa modalità è possibile costruire tutto quello che si vuole a piacimento. Sono disabilitati la salute, la fame, la sete e l'ossigeno, e non si può quindi morire. Non è necessario cercare materiali da costruzione data la loro immediata disponibilità illimitata. I veicoli non richiedono energia e non hanno limiti di profondità. Inoltre nessuna creatura è ostile verso il giocatore.

## Sviluppo

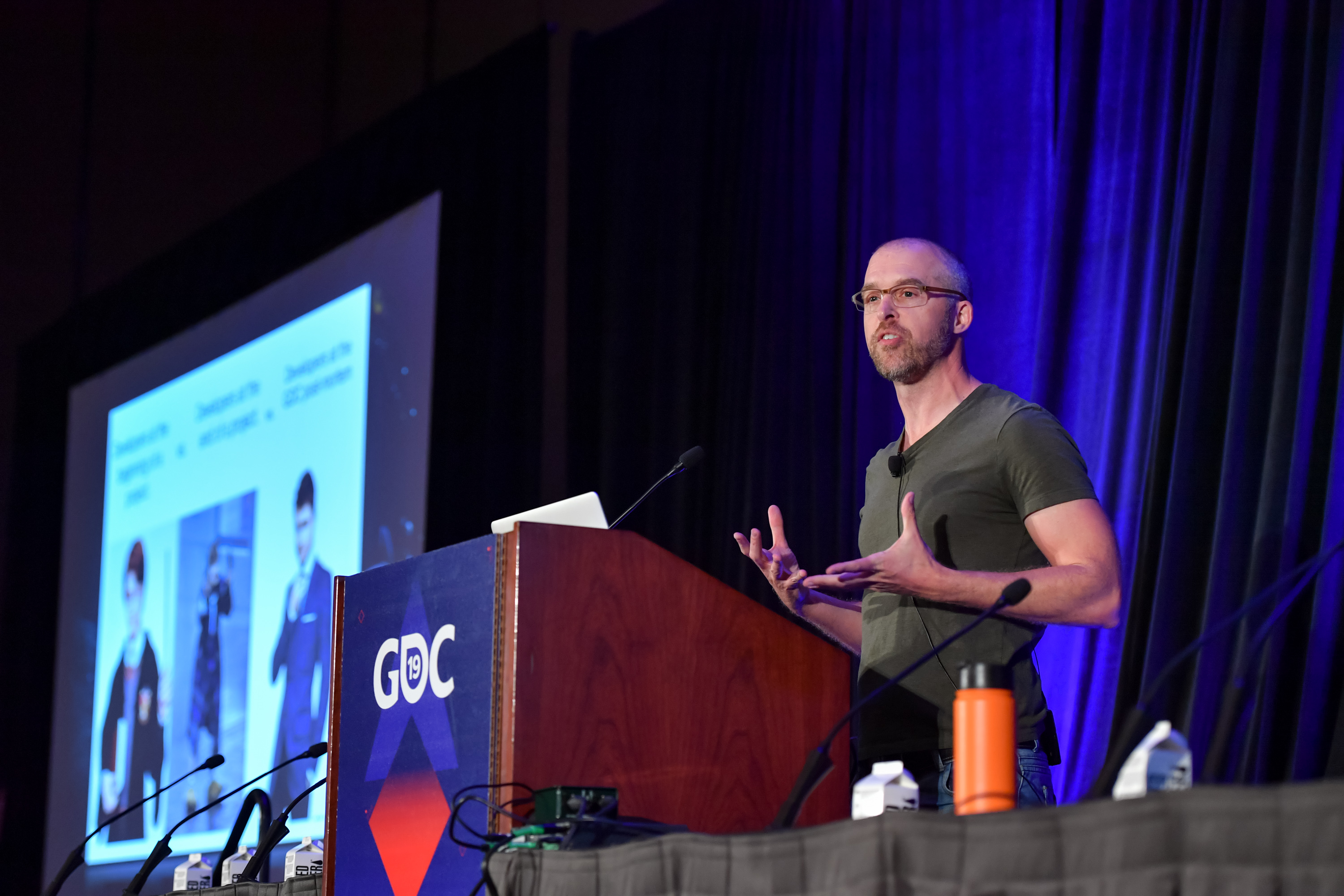
Charlie Cleveland alla Game Developers Conference del 2019

Subnautica è stato annunciato dalla Unknown Worlds Entertainment il 17 dicembre 2013, con Charlie Cleveland come game director e capo programmatore del gameplay, e Hugh Jeremy come produttore.
Sebbene per il precedente gioco della compagnia, Natural Selection 2, sia stato utilizzato il motore grafico Spark, in questo progetto il team di sviluppo ha preferito optare per l'utilizzo del motore Unity. Il produttore Hugh Jeremy ha giustificato questa decisione con le differenti funzionalità che il gioco richiede al motore, affermando anche che "[il team] non include persone che lavorano su Spark, non è appropriato utilizzar[lo] per Subnautica. Usando Unity [...], Spark può continuare a svilupparsi in certe direzioni, mentre Subnautica si sviluppa in altre. Usar[lo] per Subnautica sarebbe come provare a far entrare un mattoncino quadrato in un buco rotondo".
Il team di sviluppo ha scelto di non includere armi da fuoco nel gioco. Charlie Cleveland ha descritto Subnautica come "un passo verso un mondo con meno armi", e si è sentito ispirato dai vari episodi di violenza con armi da fuoco, come il massacro alla Sandy Hook Elementary School, per incoraggiare i giocatori a trovare "soluzioni non violente e più creative ai problemi".
Subnautica è stato distribuito sull'early access di Steam il 16 dicembre 2014 per piattaforme Microsoft Windows, il 18 giugno 2015 per macOS e il 16 maggio 2016 per Xbox One. La versione completa è stata rilasciata su Steam il 23 gennaio 2018.

## Espansioni e seguiti
Nell'agosto 2018 è stata annunciata un'espansione del gioco chiamata Subnautica: Below Zero. In questa espansione, cronologicamente posta dopo gli eventi di Subnautica, il giocatore deve sopravvivere in una regione del pianeta 4546B coperta di ghiacci mentre cerca di scoprire la verità sulla morte della sorella, dipendente della Alterra. La versione di pre-accesso anticipato è uscita il 14 dicembre 2018. La prima versione di accesso anticipato è stata pubblicata il 30 gennaio 2019. La versione completa, inizialmente prevista per i primi mesi del 2020 e rimandata a seguito della riscrittura della trama e della pandemia di COVID-19, è stata distribuita il 14 maggio 2021.
Nell'aprile 2022 gli sviluppatori hanno confermato la futura pubblicazione di un secondo capitolo, intitolato Subnautica 2, la cui distribuzione è prevista per la prima metà del 2025. A differenza di Below Zero questo capitolo si configura come un vero e proprio seguito del gioco originale; inoltre, è stata confermata l'introduzione di una modalità in multiplayer.

## Accoglienza
| Testata                                | Versione | Giudizio |
| -------------------------------------- | -------- | -------- |
| Metacritic (media al 10 febbraio 2023) | PC       | 87/100   |
| Metacritic (media al 10 febbraio 2023) | PS4      | 80/100   |
| Metacritic (media al 10 febbraio 2023) | XBOne    | 81/100   |
| Eurogamer                              | PS4      | 7/10     |
| Everyeye.it                            | PC       | 8.7/10   |
| Game Informer                          | PC       | 8.75/10  |
| IGN                                    | PC       | 9.1/10   |
| Multiplayer.it                         | PC       | 9/10     |
| The Games Machine                      | PC/PS4   | 9.5/10   |

Al gennaio 2020 il gioco ha venduto più di 5,23 milioni di copie.
Le versioni in accesso anticipato di Subnautica hanno ricevuto una buona accoglienza. Ian Birnbaum di PC Gamer lo ha descritto come un "Minecraft subacqueo", rimarcando il fatto che "con uno sviluppatore esperto al timone e una varietà illimitata di oceani con cui giocare, sarà molto difficile che Subnautica vada male. [...] Subnautica sarà un esempio unico dei modi in cui un survival può essere teso, gratificante e divertente". Marsh Davies di Rock, Paper, Shotgun ha lodato la natura gratificante dell'esplorarne il mondo, ma ha criticato l'"arbitrarietà" e la poca intuitività di alcune ricette per la costruzione degli oggetti.
All'uscita della versione completa il gioco è stato accolto positivamente dalla critica. Sul sito Metacritic ha ottenuto un punteggio di 87/100 basato su 39 recensioni. TJ Hafer di IGN gli ha attribuito un punteggio di 9.1/10, elogiandone la trama sempre sorprendente e l'atmosfera horror, data da ambientazioni e musiche eccellenti, mentre Brett Todd di Gamespot gli attribuisce un 9/10, affermando che "La storia di Subnautica, i suoi momenti di terrore e l'ambientazione sottomarina splendidamente resa ne fanno uno dei giochi di sopravvivenza più affascinanti in circolazione". Il sito Watchmojo.com lo piazza all'ottava posizione tra i migliori 10 giochi del 2018. Ben "Yahtzee" Croshaw, dell'Escapist Magazine, lo ha recensito in maniera generalmente positiva, affermando che "l'esplorazione subacquea è un concetto intrinsecamente attraente: questo mondo interamente nuovo [...] rende tutto più bello grazie alla sua totale ostilità". Ha però mosso qualche critica, definendo il gioco "leggermente controintuitivo e non poco buggato". Croshaw ha poi classificato Subnautica come il suo secondo gioco preferito del 2018.
Subnautica è stato premiato come "PC Game of the Year" ai Golden Joystick Awards 2018, ed ha ricevuto altre due nomination nelle categorie "Best Audio" e "Best Design".